# Корнилов, Аркадий Афанасьевич
Аркадий Афанасьевич Корнилов (1893—1967) — полковник 17-го гусарского Черниговского полка, герой Первой мировой войны, участник Белого движения.

## Биография
Сын директора Хабаровского кадетского корпуса, генерал-майора Афанасия Алексеевича Корнилова (1868—1936).
Окончил Воронежский кадетский корпус (1910) и Николаевское кавалерийское училище (1912), откуда выпущен был корнетом в 17-й гусарский Черниговский полк, в рядах которого и вступил в Первую мировую войну. Удостоен ордена Св. Георгия 4-й степени
За то, что 6 ноября 1914 года, при взятии гор. Новый-Сандец, во главе своего взвода, совместно с штабс-ротмистром Калининым, произвел лихую конную атаку на пехоту противника в окопах, довел ее до удара холодным оружием и обратил противника в бегство, что способствовало взятию города. Взял в плен 1 офицера и 30 нижних чинов.
Произведен в поручики 21 октября 1915 года «за выслугу лет», в штабс-ротмистры — 20 ноября 1916 года. 19 августа 1917 года назначен адъютантом верховного главнокомандующего генерала Корнилова.
С началом Гражданской войны подполковник Корнилов прибыл на Дон в Добровольческую армию. В январе 1918 года — в Донском партизанском отряде полковника Чернецова. С 12 февраля 1918 года назначен командиром конного отряда своего имени, сформированного из чернецовских партизан. Участвовал в 1-м Кубанском походе. В марте 1918 года был назначен командиром Кубанского конного дивизиона, позднее переформированного в Корниловский конный полк. Полковник. Эвакуировался из Новороссийска на корабле «Семирамис».
В эмиграции жил во Франции, в Ницце, с 1946 года — в Париже. Окончил археологические курсы в музее Лувр и Институте изящных искусств. Состоял председателем Объединения бывших юнкеров Николаевского кавалерийского училища (1962) и членом Общекадетского объединения во Франции.
Был масоном, досточтимым мастером лож «Северное сияние» № 523 (1959) и «Лотос» № 638 (1963—1967) Великой ложи Франции, а также членом совета Объединения русских лож Древнего и принятого шотландского устава (1965).
Был женат на оперной певице Ларисе Александровне Гаршиной-Корниловой (ум. 1965).
Скончался в 1967 году в Париже. Похоронен на кладбище в Болье-сюр-Мер.

## Награды
- Орден Святой Анны 4-й ст. с надписью «за храбрость» (ВП 17.12.1914)
- Орден Святого Станислава 2-й ст. с мечами (ВП 2.03.1915)
- Орден Святого Георгия 4-й ст. (ВП 19.05.1915)
- Орден Святой Анны 2-й ст. с мечами (ПАФ 23.04.1917)